# Clidemia micrantha
Clidemia micrantha là một loài thực vật có hoa trong họ Mua. Loài này được Sagot mô tả khoa học đầu tiên năm 1883.